# Area 47
Koordinaten: 47° 13′ 44″ N, 10° 50′ 47″ O
Die Area 47 (Eigenschreibweise AREA 47) ist ein Outdoor-Freizeitpark in Haiming/Ötztal-Bahnhof in Österreich. Auf einer Gesamtfläche von 9,5 Hektar werden etwa 40 Sportarten an Land, im Wasser und in der Luft angeboten. Zudem gibt es im Park Übernachtungsmöglichkeiten für ca. 360 Personen in Form von Holz-Lodges und Doppelzimmern.

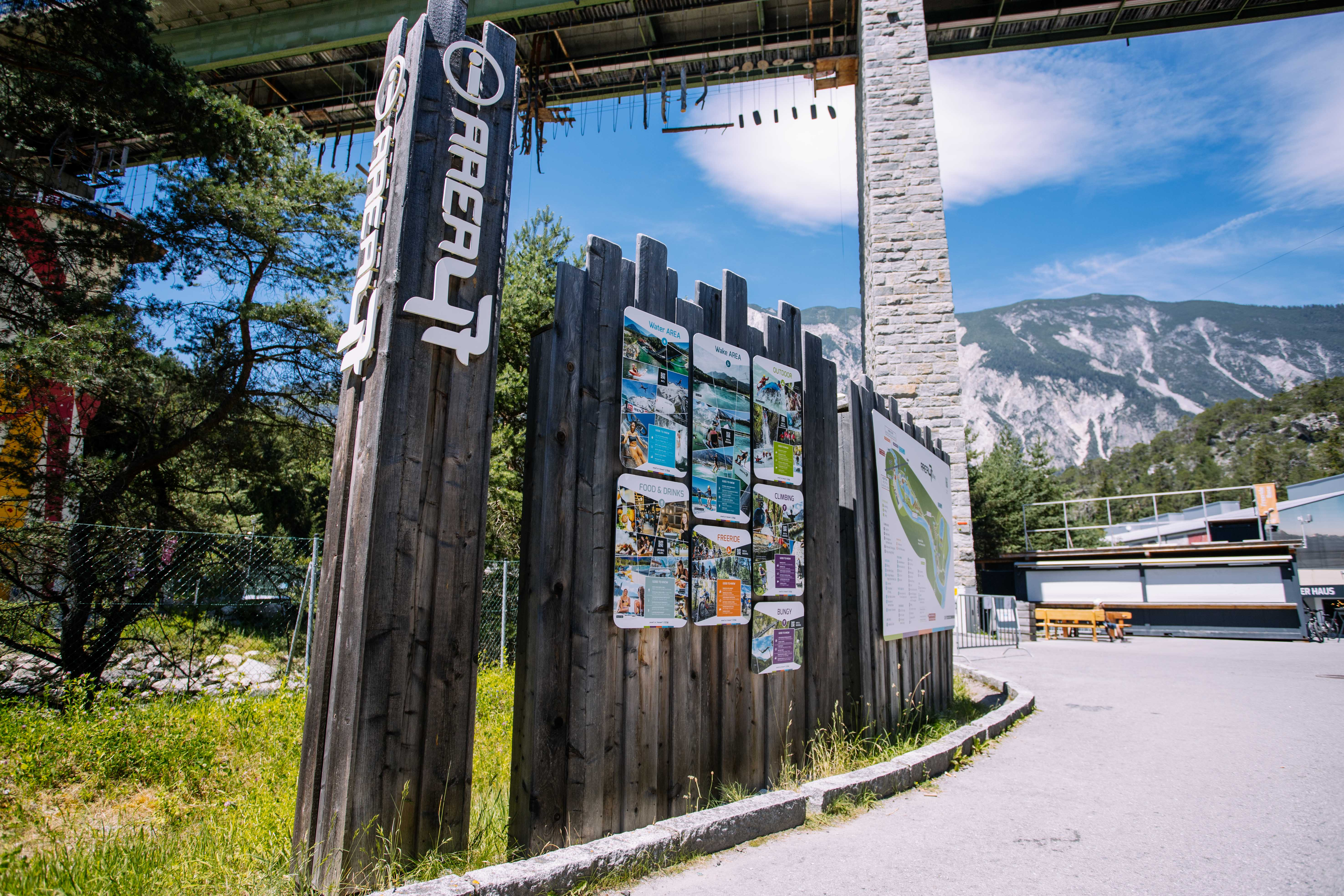
Infopoint der AREA 47 (2020)

## Geschichte

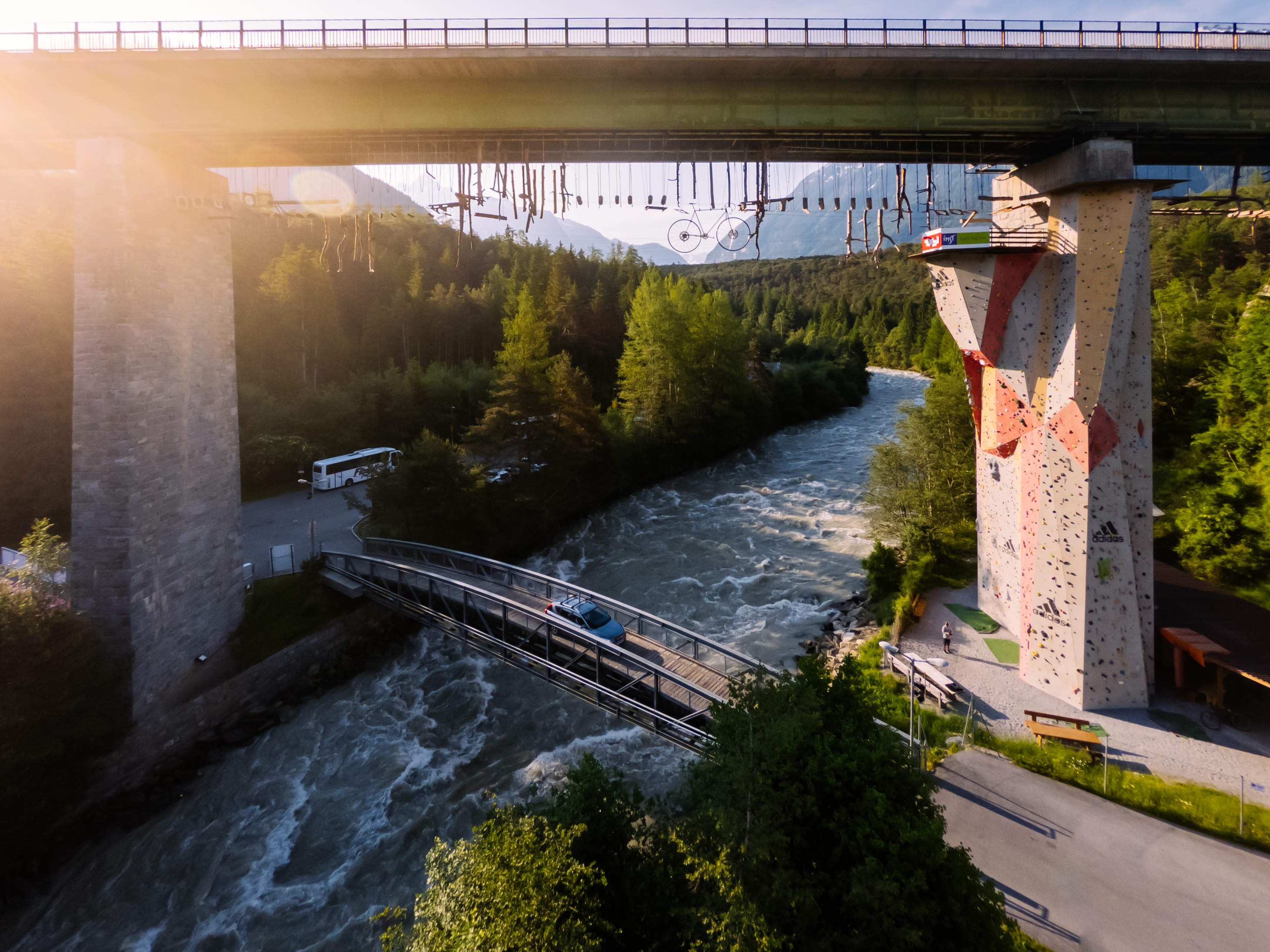
Hochseilgarten mit Kletterwand (2019)

Anfang der 2000er Jahre entstand die Idee für das Projekt bei Hans Neuner und seinem Team. Es folgte eine Phase mit Recherchearbeiten, Suche nach Investoren und Planungs- und Projektierungstätigkeiten. Im August 2009 wurde der Spatenstich vollzogen, am 21. Mai 2010 eröffnete die Anlage. Zur Eröffnung besuchten 25.000 Menschen die AREA 47.
Seit 2011 läuft das Schulfahrtenprogramm, das bis zu 150 Klassen pro Jahr nutzen. Im gleichen Jahr erfolgte die Inbetriebnahme eines permanenten Blobs (Wasserkatapult) in der Water AREA.
Zur Sommersaison 2012 kamen 60 zusätzliche Betten hinzu. Das Infrastrukturangebot wuchs mit der Erweiterung einer Cliff-Diving-Plattform, Eröffnung der Anfänger-Wakeboard-Anlage und der Offroad-Halle. Mit dem Argentinian BBQ wurde auch das Gastronomieangebot erweitert.
Im April 2015 verstarb Initiator und Geschäftsleiter Hans Neuner. Die Nachfolge in der Geschäftsführung übernahmen Michael Reden-Neuner und Christian Schnöller. Das Areal wuchs um zusätzliche 60 Doppelzimmer sowie die „Slip'n'Slide-Rutsche“ in der Water AREA. Aufmerksamkeit gab es 2015 für das Marketingprojekt Extrempraktikant.
Mit der Wake AREA eröffnete im Juni 2016 Westösterreichs erste Wakeboardanlage, welche aus einem 19.130 Quadratmeter großen See sowie einem Wasserskilift mit fünf Masten und einer Länge von 420 Metern besteht. Das erste Red Bull Cliff Diving Camp feierte 2016 seine Premiere. Neue Camps für Gäste wurden errichtet.
Die AREA 47 erzielte 2016 48.000 Nächtigungen und verkaufte 78.000 Outdoor-Touren. Im September 2017 fand die erste Tiroler Wakeboard-Meisterschaft in der AREA 47 statt.
Zum Ende der Saison 2017 zog sich Michael Reden-Neuner aus der Geschäftsführung zurück, die seitdem Christian Schnöller allein verantwortet.
2019 wurde das bestehende River Haus in ein neues BBQ- und Steak-Restaurant umgestaltet. 2020 wichen die Holztipis neuen Doppelzimmern aus Holz im Modularsystem.

## Themenbereiche

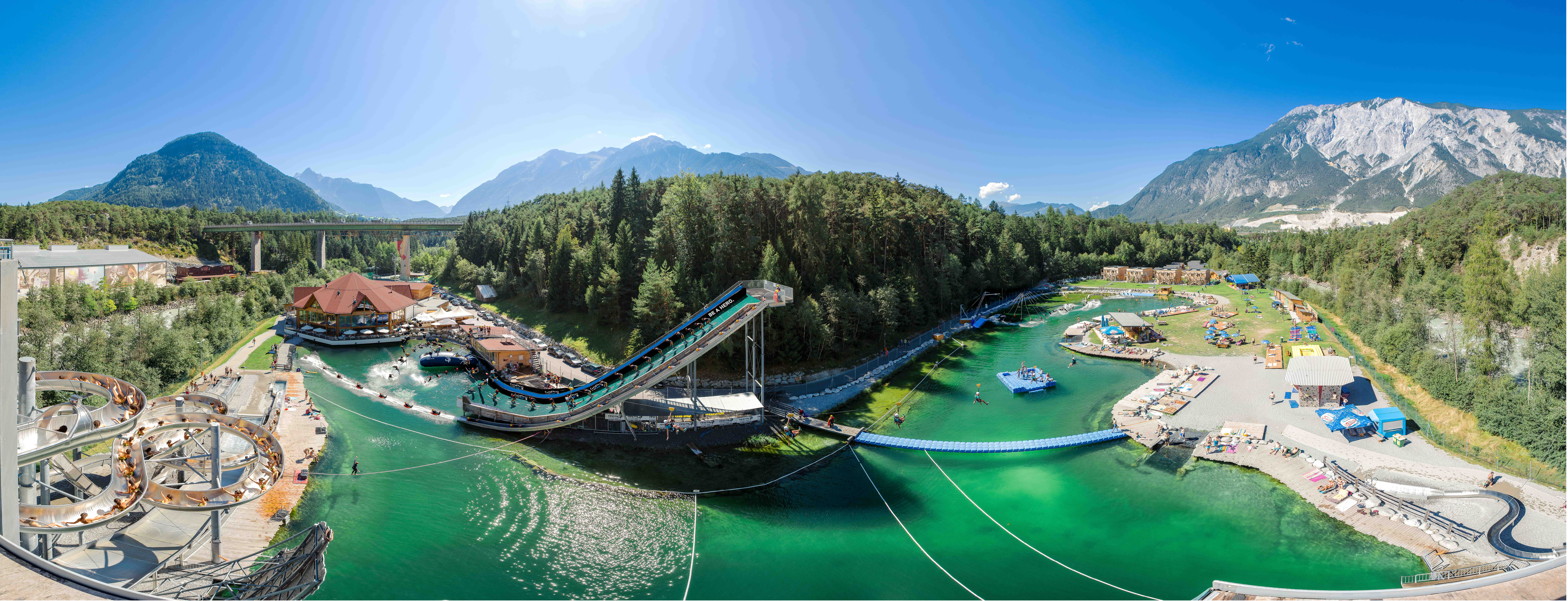
Panorama der AREA 47 (2016)

Der Park ist in mehrere Bereiche gegliedert. Der Bereich Outdoor bündelt Angebote wie Canyoning, Rafting und Caving. Der Bereich Climbing umfasst Aktivitäten wie Hochseilgarten, Flying Fox und einen Kletterturm sowie geführte Klettersteigtouren. Der größte und bekannteste Bereich der AREA 47 ist die sogenannte Water AREA mit einem etwa 20.000 m²-großen Areal, das verschiedene Funsportarten kombiniert. Dazu zählen u. a. Blobbing, Rutschen und Water Ramp. Auf einer gleich großen Fläche eröffnete im Juni 2016 Westösterreichs erste Wakeboardanlage. Offroad-Aktivitäten werden In- und Outdoor angeboten. Elektrisch angetriebene KTM MX Freeride E's werden für eine Fahrt über den 3.800 m²-großen Track in der Offroad-Halle angeboten. Das Angebot umfasst zudem geführte Mountainbike-Touren in der umliegenden Ötztaler Bergwelt sowie auf den Trails der Bike Republic Sölden. Ende April 2023 eröffnete der Indoor-Bikepark mit Pumptrack, Flow- und zwei Jumplines sowie Technikparcours geeignet für alle Levels.

## Sportveranstaltungen
Es werden regelmäßig Sportveranstaltungen abgehalten. Zu den Veranstaltungen der Anfangsjahre gehörte der Mehrdisziplinenbewerb „Beyond Gravity“. Seit 2016 findet im Rahmen des Red Bull Cliff Diving Camps eine Demonstration der weltweit besten Klippenspringer für das Publikum statt. Weitere Formate sind seit 2017 das Stiegl Extreme Blobbing und die Tyrolean Wakeboard Masters. Im September 2018 begann hier das Mannschaftszeitfahren im Rahmen der UCI Straßenrad-Weltmeisterschaften.

## Auszeichnungen
- Der Tirol Touristica-Award in der Kategorie „Infrastruktur/Bauten“ ging 2011 an die AREA 47. Die Jury hob hervor, dass mit dem Projekt ein europaweit einzigartiger Outdoor-Park für die Jugend geschaffen wurde.[9]
- Das Nachrichtenportal CNN reihte die AREA 47 2013 unter die Top-3 Wasserparks weltweit.[10][11][12]
- Die Wirtschaftskammer Österreich zeichnete den Outdoor-Freizeitpark 2013 mit dem Exportpreis in der Kategorie Tourismus & Freizeitwirtschaft aus.[13][14]
- Die New York Times wählte die AREA 47 unter die Top-6 Wasserparks der Welt.
- Die Zeitschrift Forbes empfahl die AREA 47 2019 als eines von fünf abenteuerreichen Resorts.[15]

## Trivia
Die Zahl 47 stellt eine Verbindung zur Lage des Outdoor-Parks am 47. Breitengrad her. Daraus entstand die Marke AREA 47.
Die Höhlenwanderung im Rahmen des Cavings der AREA 47 führt durch historische Bauten. Das Höhlensystem im Amberg entstand während des Zweiten Weltkriegs im Zuge eines geplanten Wasserkraftwerks. Letzteres sollte damals den weltweit größten Windkanal antreiben.
Mit Initiativen wie dem Pfandbechersystem, Kleidung aus recyceltem Plastikmüll für Mitarbeiter, Verzicht auf Plastikstrohhalme oder Eintrittsbändern aus Stoff ist die AREA 47 laut eigener Aussage bemüht, den ökologischen Fußabdruck möglichst gering zu halten. Im Gastronomiebereich kommen hauptsächlich österreichische Produkte zum Einsatz, die bei regionalen Lieferanten bezogen werden. Mülltrennung, die Säuberung des Innufers sowie ein gesteigertes Bewusstsein für Natur und Umwelt seien laut eigenen Aussagen große Anliegen der AREA 47, welche inmitten eines Naturschutzgebietes liegt.